# Bajura, Botoșani
Bajura  (nume anterior Voicăuți) este un sat ce aparține orașului Darabani din județul Botoșani, Moldova, România.

## Vestigii arheologice
În punctul „La Izunie“, situat la NV de sat se află un sit arheologic în care specialiștii au putut determina o pluristratificare de ere începând cu Eneoliticul - cultura Cucuteni, perioada La Tène și feudalismul timpuriu. Situl are valoare de monument istoric cu codul: BT-I-s-B-01752.       

## Istorie

Bajura pe harta toponimică a Hudeștiului

Satul Bajura este atestat documentar în anul 1547 sub vechea denumire de Voicăuți , el având configurația satelor cu vechime în Moldova , deoarece ulițele sunt întortochiate și nu sistematizate modern așa cum este specific pentru satele nou-înființate.Vechimea satului se pierde în negura vremurilor, prima așezare fiind cea de pe Izunie, din perioada neoliticului, acolo găsindu-se și astăzi două vetre de ars ceramică țărănească, adică vase de lut pentru trebuința zilnică a locuitorilor.Altă așezare a satului a fost pe Holmul Bajurii, la hotarul cu Teioasa, dar datorită alunecărilor de teren, partea aceea de sat a fost strămutată peste pârâul Spălătoresei, devenind partea ,,din Vale” a satului, unde a fost ctitorită și prima biserică cu primul cimitir al satului Bajura. Bănuim că satul Bajura a fost un sat de răzeși înstăriți, el nefiind închinat vreunei mănăstiri mari din Moldova așa cum se practica în vechime de domnitori, țăranii având proprietăți de pământuri, pe care uneori le pierdeau în favoarea altora, așa cum reiese din documentele studiate. Atestarea documentară a bisericii din sat este din anul 1752, ea fiind ctitoria unui anume Chiriac Negri, probabil un om mai înstărit care a pus umărul la construirea lăcașului de cult ortodox, care cu reparații anuale, va dăinui până în anul 1911 când este sfințită actuala biserică, construită cu ajutorul Primăriei Darabani, a enoriașilor din satul Bajura, dar prin osteneala preotului Gheorghe Hadârcă venit din Basarabia, cel care a fost și primul învățător din sat titularizat, din anul 1893. Pitorească era fosta bisericuță din bârne de pe Vale. Din descrierile contemporanilor, aceasta era construită într-un pâlc de stejari retezați și care au ținut loc de furci, masa altarului fiind construită dintr-un stejar foarte gros, retezat la înălțimea de un metru, iar podeala făcută din scândură cioplită cu barda, era la distanță de o jumătate de metru de pământ, astfel că dedesubt era gol, copiii din sat căutând ouăle găinilor care cuibăreau sub biserică. Ușa era din stejar cioplit din bardă, ferecată în fier forjat la covălie, geamurile erau din ochiuri mici de sticlă fără toc, unse direct în perete, iar acoperișul era din paie și stuf, în fiecare primăvară, înainte de Paște, tinerii din sat, flăcăi și fete participau la repararea acoperișului și la ungerea cu humă a pereților, material care se găsea din belșug pe Holm. Acestei biserici i-a dăruit Logofătul Teodor Balș, stăpânul Darabanilor, Sfânta Evanghelie legată în alamă aurită și semnată de donator în anul 1857, care a fost apoi mutată în noua biserică de cărămidă, ctitorită în mijlocul satului. Legenda păstrată în sat spune că înainte de construcția bisericii noi, a fost măsurată umbra unui om bătrân pentru a fi amplasat altarul, persoană care la scurt timp a și murit, dar biserica a dăinuit. Până la construcția acestei biserici, în biserica veche a satului Voicăuți-Bajura au slujit mai mulți preoți și dascăli, amintind aici pe preotul Mihalachi cu dascălul Grigoraș la 1774, preoții Dumitru Baican, M. Vasiliu și Anton Hadârcă menționați la împroprietărirea din 1864, și nu în ultimul rând pe preotul Gheorghe Hadârcă cel care a ctitorit biserica. Acestuia, i-a urmat Grigorie Baz, un preot luminat, învățător, scriitor de piese de teatru (a scris două piese pentru elevi intitulate ,,Satana” și ,,Cinci pâni”), era constructor de viori și a lucrat cu propriile mâini scena școlii din sat, pe care se dădeau spectacole și serbări școlare, scenă demolată, din motive obiective de modernizare a școlii. A urmat în parohie preotul Amălinei Neculai, un om harnic și gospodar care a păstorit biserica dimpreună cu dascălul Duzinschi Petrache până în anul 1984, când din motive de sănătate s-a pensionat.